# 克拉麗貝爾 (加利福尼亞州)
克拉麗貝爾（英語：Claribel）是位於美國加利福尼亞州斯坦尼斯洛斯縣的一個非建制地區。該地的面積和人口皆未知。

## 地理
克拉麗貝爾的座標為37°39′36″N 121°00′10″W / 37.66000°N 121.00278°W，而該地的平均海拔高度為58米（即190英尺）。